# Râul Slatina, Timiș (Criciova)
Râul Slatina este un curs de apă afluent al râului Timiș

## Hărți
- Harta județului Timiș